# Mario Appignani
Mario Appignani (Roma, 13 de diciembre de 1954 - ibidem, 13 de abril de 1996), fue un activista, escritor y personalidad de televisión italiano. Se hizo conocido por sus frecuentes apariciones en varios eventos públicos, deportivos y de entretenimiento, a veces de manera disruptiva.

## Vida
Hijo de una prostituta que lo abandonó, tuvo una infancia y juventud difícil, transcurridos en decenas de orfanatos y casas de expósitos, entre ellos el instituto Santa Rita de Grottaferrata, dirigido por la ex monja María Diletta Pagliuca, siendo después esta detenida por malos tratos a los niños allí recluidos. En entrevistas posteriores, Appignani manifestó haber sufrido continuos acosos y violencias, incluso sexuales, en prácticamente todos los institutos a los que asistió, tanto por parte de sus compañeros como de profesores, directivos y miembros de la fuerza pública, además de haber presenciado acosos similares contra otros internos. En base a estas experiencias escribió su autobiografía en 1975. A lo largo de su vida mantuvo diversas relaciones tanto heterosexuales como homosexuales.
Al llegar a la edad adulta, en la década de 1970 fue uno de los líderes de los Indios Metropolitanos. En 1977 eligió el nombre de batalla de Caballo Loco (apodo que usaría posteriormente en sus apariciones posteriores) y lideró la protesta contra Luciano Lama en la Universidad de Roma La Sapienza (que pasará a la historia como la Expulsión de Lama), participando después en las manifestaciones contra la central nuclear de Montalto di Castro.
Durante estos años estuvo acompañado por Marcos Erler, su pareja y también político, cuatro años más joven, quién en consonancia con el apodo de Appignani, había elegido para sí mismo el sobrenombre de Nube Roja. También había un parecido físico entre ambos, tanto que a menudo los confundían con hermanos. Erler tomó las riendas ideológicas de los indios metropolitanos y escribió sus manifiestos políticos, también publicados a página completa en Il Giornale por Indro Montanelli. Ambos eran miembros del Partido Radical de Marcos Pannella, quién tomó particularmente en serio la historia de Mario y lo ayudó de diversas maneras, hasta el punto de ser casi una figura paterna para él. Un vínculo similar estableció también con el director y escritor Pier Paolo Pasolini.
Tras el asesinato de Pasolini en 1975, Appignani hizo pública su versión de los hechos, afirmando que para salvaguardar la seguridad del director, la policía de Roma había decidido hacerlo seguir en los dos meses anteriores al asesinato. En 1987 denunció a Fabio Carapezza por haber defraudado a su padre adoptivo, Renato Guttuso, a una persona incompetente. La acusación resultó posteriormente ser calumniosa.
En 1987, hizo su primera aparición en la televisión italiana en "L'atleta d'oro", presentado por Gianni Minà, ganando popularidad. Alcanzó plena fama sobre todo en 1991 y 1992 por sus apariciones sorpresivas en la televisión en directo, durante las cuales intentaba decir algo a los televidentes, sin conseguirlo nunca. Uno de sus famosos discursos fue durante la transmisión en vivo de la ceremonia de entrega de los premios León de Oro en el 48° Festival Internacional de Cine de Venecia, cuando irrumpió en el escenario de la Plaza de San Marcos exigiendo a gritos poder hablar con Pippo Baudo.
Una acción similar se repitió al inició del Festival de Música de San Remo 1992: por la mañana Appignani avisó al presentador (de nuevo Pippo Baudo) que subiría al escenario; la fue alertada, pero Caballo Loco logró llegar al escenario gritó "Este Festival está arreglado y Fausto Leali lo ganará", afirmación que no se cumplió. Appignani afirmó más tarde que todo había sido "organizado bajo la dirección de Pippo", pero el presentador lo negó categóricamente.
El famoso hecho (años después parodiado en la película Gole ruggenti, en la que Appignani fue interpretado por Martufello) fue recordado en el Festival de la Canción de San Remo 2019: durante la actuación de Fabio Rovazzi, el propio Fausto Leali, apareció en el escenario repitiendo las palabras de Cavallo Pazzo.
En 1993, a pesar de sufrir las secuelas de una operación quirúrgica incapacitante, Appignani regresó a San Remo y se instaló en el hotel donde se alojaba Pippo Baudo. Al ser reconocido, es detenido por la policía, al día siguiente los periódicos escribieron "Caballo Loco permanece en el establo".
El 23 de octubre de 1994 invadió el terreno de juego durante el partido de fútbol Roma - Cagliari en el Estadio Olímpico. Siguieron otras, todas ellas pacíficas, no sólo en el Olímpico sino también fuera de casa, como en el Brescia-Roma. Las acciones cuentan con el apoyo de los ultras de la Roma, que las utilizan como medio de protesta contra los directivos y el presidente de la Roma.
Appignani murió de SIDA el 13 de abril de 1996 en el hospital Spallanzani de Roma. El funeral fue pagado por el municipio de Roma por pedido del alcalde Francisco Rutelli, y durante el cual fue escenario de una pelea entre sus familiares. Un año después se fundó una asociación en su honor.
En 2023, el espacio WeGil de Roma acogió la exposición “Cavallo Pazzo/Mario Appignani Fragmentos de una vida subterránea” organizada por Valerio María Trapasso, en la que se relata su vida.

## Obra
- Un niño en el infierno, editorial Napoleón Publisher, 1975. Autobiografía donde describe las experiencias y penurias que vivió en los orfanatos donde estuvo.

## Curiosidad
- Para hacer sus apariciones en televisión y evadir la seguridad, se disfrazaba de sacerdote, de camarero, de comisario de policía, entre otros.